# Mala suerte (película de 1960)
Mala suerte (en polaco: Zezowate szczęście) es una película polaca de comedia negra de 1960 dirigida por Andrzej Munk. El guión está basado en la novela Six Incarnations of Jan Piszczyk (1959) de Jerzy Stawiński.
Bad Luck participó en el Festival de Cannes de 1960.

## Reparto
- Bogumił Kobiela – Jan Piszczyk
- María Ciesielska – Basia
- Helena Dąbrowska – Wychówna
- Barbara Lass - Jola Wrona-Wrońska (como Barbara Kwiatkowska)
- Krystyna Karkowska – Wrona-Wrońska
- Barbara Połomska – Zosia Jelonkowa
- Irena Stalończyk – Irena Kropaczynska
- Tadeusz Bartosik – Wasik
- Henryk Bak – Director
- Mariusz Dmochowski – Oficial de la UB
- Aleksander Dzwonkowski – Cezary Piszczyk
- Edward Dziewoński – Jelonek
- Tadeusz Janczar – Ens. Sawicki
- Stanisław Jaworski – Relojero
- Andrzej Krasicki – Witold Kropaczyński
- Wojciech Lityński – El joven Jan Piszczyk
- Kazimierz Opaliński – Gobernador de la prisión
- Jerzy Pichelski – Mayor Wrona-Wronski
- Adam Pawlikowski – Ens. Osewski
- Witold Sadowy - soldado que se hace pasar por Adolf Hitler
- Wojciech Siemion – Józef Kacperski
- Maria Kaniewska - Anastazja Makulec
- Jan Tadeusz Stanisławski – Jefe de Exploración
- Tadeusz Waczkowski – Entrenador Kozienicki

## Secuela
En 1988 se realizó la película Citizen Piszczyk, dirigida por Andrzej Kotkowski. Jerzy Stuhr desempeñó el papel principal.